# Mischket Liebermann
Mischket Liebermann (geboren 18. November 1905 in Tyczyn, Bezirk Rzeszów, Österreich-Ungarn; gestorben 5. Juni 1981 in Berlin) war eine deutsche Schauspielerin und kommunistische Kulturpolitikerin in der DDR.

## Leben
Mischket Liebermann war eine Tochter des Rabbiners Pinchus Elieeser Liebermann, sie lebten in einem Schtetl im seinerzeit österreichischen Galizien. Nach Kriegsausbruch 1914 floh die Familie mit acht Kindern vor der russischen Front und kam über Oświęcim nach Berlin ins Scheunenviertel, wo der Vater wieder eine Gemeinde um sich sammeln konnte. Mischket Liebermann mied die religiöse Enge des Scheunenviertels und des Elternhauses sowie die drohende Zwangsverheiratung. Sie riss als Sechzehnjährige von zu Hause aus und schloss sich einem Kreis kommunistischer Intellektueller in der Reichshauptstadt an, darunter war Alexander Granach. Zum Parteimitglied der KPD wurde sie am 1. August 1925. Nach einer Tätigkeit als Bürogehilfin nahm sie Schauspielunterricht bei Heinz Goldberg und Eugen Herbert Kuchenbuch und erhielt von Heinz Hilpert eine kleine Rolle in einer Inszenierung des Bronx Express von Ossip Dymow und ein Engagement am Deutschen Theater Berlin. Während neben ihr die Anfängerin Sybille Schmitz in der Inszenierung „Der Prozess der Mary Dugan“ den Karrieresprung machte, ging Liebermann 1927 auf eine Reise in die Sowjetunion und erhielt dort ein Engagement für das Jüdische Staatstheater in Minsk, wo sie im Mai 1929 in Ernst Tollers Hoppla, wir leben! debütierte und auch eine Rolle in einem Stück über Hirsch Lekert erhielt.
Nach der Machtübergabe an die Nationalsozialisten in Deutschland blieb Liebermann 1933 in Moskau und wurde von Erwin Piscator zusammen mit Maxim Vallentin in eine Wanderbühne beordert, die in der ukrainischen Region Dnepropetrowsk in den deutschsprachigen Kolchosen Theater spielen sollte. In dem Kleist-Stück Der zerbrochne Krug spielten auch Emigranten wie Erwin Geschonneck, Gerhard Hinze und Friedrich Richter mit, Liebermann moderierte das Stück mit deutschen, jiddischen oder russischen Ansagen und kümmerte sich ansonsten um die Aufführungsverträge der Theatergruppe mit den Kolchosen. Vallentin inszenierte auf den Stoppelfeldern auch Stücke russischer Gegenwartsdramatik wie Die sechs Geliebten von Alexei Nikolajewitsch Arbusow und Ferne von Alexander Nikolajewitsch Afinogenow sowie Das Geheimnis vom Spanier Ramón J. Sender. Hinze inszenierte mit der Truppe Tschechows Heiratsantrag und Der Bär. Nach einem Intermezzo an der dann während des Großen Terrors geschlossenen deutschsprachigen Karl-Liebknecht-Schule leitete sie in Moskau eine wissenschaftliche Fachbibliothek.
Nach dem deutschen Überfall auf die Sowjetunion 1941 arbeitete sie in der politischen Schulung deutscher Kriegsgefangener im Lager Moschaisk.
Nach Kriegsende ging Liebermann zurück nach Ost-Berlin und beteiligte sich am kulturpolitischen Aufbau der DDR. Sie wurde Mitarbeiterin im Kulturministerium der DDR und war insbesondere in den deutsch-sowjetischen Beziehungen tätig. Daneben besorgte noch die Übersetzung verschiedener Stücke der russischen Gegenwartsdramatik. Ihren Bericht über die Kommunistin und KZ-Insassin Elly Schließer, die wie sie als Jugendliche aus dem Scheunenviertel ausgerissen war, konnte sie nicht mehr veröffentlichen. Er erschien postum in Sinn und Form.

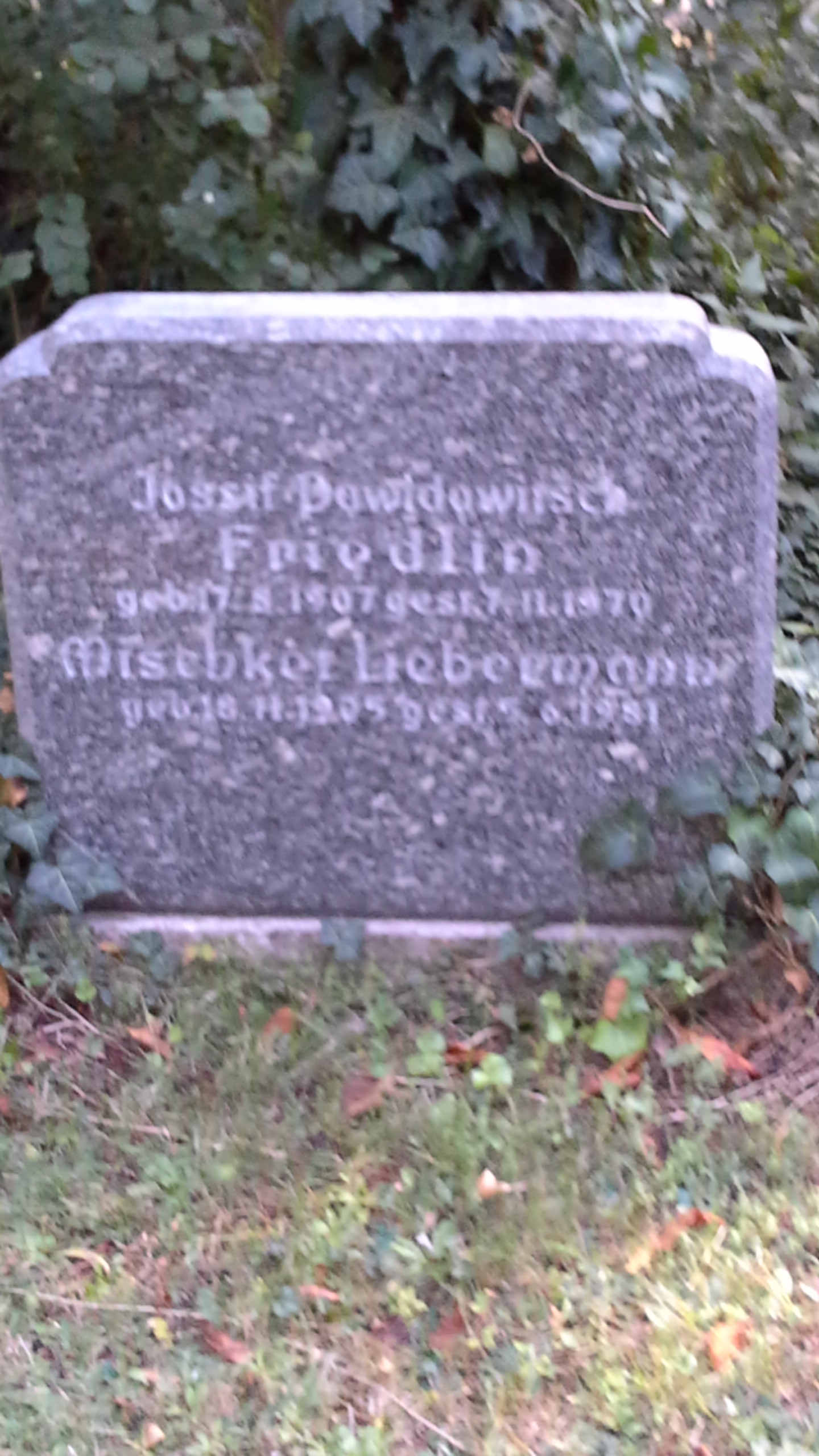
Grab Mischket Liebermanns und ihres Mannes auf dem Zentralfriedhof Friedrichsfelde.

Liebermann wurde mit ihrem Mann Jossif Dawidowitsch Friedlin (1907–1970) auf dem Zentralfriedhof Friedrichsfelde bestattet.

## Schriften
- Aus dem Ghetto in die Welt: Autobiographie, Berlin: Verlag der Nation 1977. 3., geringfügig gekürzte Auflage 1995 ISBN 3-373-00495-0.
  - Auszugsweise in: Andreas Lixl-Purcell, Erinnerungen deutsch-jüdischer Frauen 1900–1990, Reclam: Leipzig 1992 ISBN 3-379-01423-0, S. 126–143.
- Viktor S. Rozov: Auf dem Wege: Eine Geschichte aus unserer Zeit in 2 Teilen, Berlin: Henschelverlag, 1964, Bühnen-Ms.
- Samuil Josefovič Alešin: Alles bleibt den Menschen: Schauspiel in 3 Akten; szen. Variante des Moskauer Künstler-Theaters, Berlin: Henschelverl., 1960, Bühnen-Ms.
- Viktor S. Rozov: Hals- und Beinbruch: Schauspiel in 4 Akten, Berlin: Henschelverlag, 1956, Bühnen-Ms.
- Nachforschungen über Elly Schliesser, in: Sinn und Form 6/1984, S. 1161–1179.